# Dalnie, Pervomaiske
Dalnie (în ucraineană Дальнє) este un sat în comuna Stahanivka din raionul Pervomaiske, Republica Autonomă Crimeea, Ucraina.

## Demografie
Componența lingvistică a localității Dalnie
     Rusă (95,56%)
     Ucraineană (4,44%)
Conform recensământului din 2001, majoritatea populației localității Dalnie era vorbitoare de rusă (95,56%), existând în minoritate și vorbitori de ucraineană (4,44%).